# ويليام إليري ليونارد
ويليام إليري ليونارد (بالإنجليزية: William Ellery Leonard)‏ هو مترجم وشاعر أمريكي، ولد في 28 يناير 1876 في بلينفيلد في الولايات المتحدة، وتوفي في 2 مايو 1944 في ماديسون في الولايات المتحدة.